# Prix littéraires du Gouverneur général 1966
Liste des Prix littéraires du Gouverneur général pour 1966, chacun suivi du gagnant.

## Français
- Prix du Gouverneur général : romans et nouvelles de langue française : Claire Martin, La Joue droite (2e tome de Dans un gant de fer) et Réjean Ducharme, L'Avalée des avalés.
- Prix du Gouverneur général : études et essais de langue française : Marcel Trudel, Le Comptoir, 1604-1627.

## Anglais
- Prix du Gouverneur général : romans et nouvelles de langue anglaise : Margaret Laurence, A Jest of God (Une divine plaisanterie).
- Prix du Gouverneur général : poésie ou théâtre de langue anglaise : Margaret Atwood, The Circle Game.
- Prix du Gouverneur général : études et essais de langue anglaise : George Woodcock, The Crystal Spirit: A Study of George Orwell (Orwell à sa guise : La vie et l'œuvre d'un esprit libre).